# Ordine al coraggio personale
L’Ordine al coraggio personale (in russo Орден За Личное Мужество?) fu una onorificenza civile dell'Unione Sovietica.

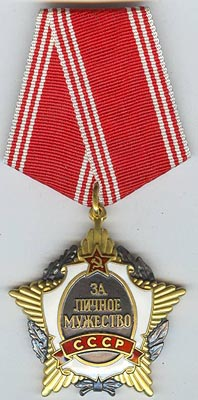
Medaglia dell'ordine

## Storia
L'ordine è stato istituito il 28 dicembre 1988  per decisione del Presidium del Soviet Supremo.

## Assegnazione
La decorazione poteva essere conferita a qualunque cittadino sovietico che avesse dimostrato doti eccezionali di coraggio nel corso di azioni per il salvataggio di vite umane, il mantenimento dell'ordine pubblico, la salvaguardia delle proprietà statali o la lotta alla criminalità. Poteva inoltre essere assegnata in caso di catastrofi ecologiche o di altri eventi eccezionali.
La medaglia fu disegnata da A.B.Zhuk e consiste in una stella argentata a cinque punte recante le parole Per il coraggio personale  ((RU)  ЗА ЛИЧНОЕ МУЖЕСТВО) e URSS ((RU)  CCCP).
L'ordine fu per la prima volta conferito il 3 febbraio 1989 a Natalia Efimova, una professoressa della scuola nº 42 della città di Ordzhonikidze (oggi Vladikavkaz). Gli studenti della sua classe furono presi in ostaggio da un criminale durante un tragitto in autobus e furono poi liberati nel corso di un'azione della polizia. La seconda decorazione fu conferita al colonnello J.S. Kirsanovu, il quale prese parte alle operazioni di neutralizzazione dei criminali (al resto del personale furono conferiti gli ordini della Stella rossa e della Bandiera rossa).
Dopo lo scioglimento dell'Unione Sovietica la decorazione fu sostituita in Russia nel 1994 dalla medaglia per l'"Ordine del Coraggio", la quale ha però un aspetto diverso. Al 1994, anno in cui la decorazione venne soppressa, erano state conferite in totale circa 600 onorificenze. Alcuni Vigili del Fuoco italiani vennero insigniti dell'ordine in seguito agli aiuti apportati durante la fase postuma al sisma nella RSS Armena del 1988.